# American Folk Blues Festival
《American Folk Blues Festival》은 1962년부터 몇 년간 유럽을 순회한 연례 음악 축제였다. 영국을 포함한 유럽의 몇몇 국가에서 머디 워터스, 하울링 울프, 존 리 후커, 소니 보이 윌리엄슨과 같은 당대 최고이자, 이전에 미국 외에서는 공연한 적이 없었던 블루스 연주자들이 주로 공연을 하였다. 이 투어는 TV쇼를 포함해 상당한 언론의 관심을 끌어 모았고, 유럽의 블루스 성장에 큰 기여를 하였다.

## 배경
독일의 재즈 홍보담당자 요아힘에른스트 베렌트는 처음에 아프리카계 미국인 블루스 연주자들을 유럽으로 데려올 생각을 가지고 있었다. 재즈와 로큰롤은 매우 유명해졌고, 두 장르 모두 블루스의 영향을 직접적으로 받았기 때문이다. 베렌트는 유럽 관객들이 공연자들을 직접 보기 위해 공연장으로 몰려들 것이라고 생각했다.
기획자인 호르스트 리프만과 프리츠 라우는 이 아이디어를 현실로 가져왔다. 시카고 출신의 영향력 있는 블루스 작곡가 겸 베이스 연주자인 윌리 딕슨과 접촉함으로써 그들은 미국 남부의 블루스 문화에 접근할 수 있게 되었다. 1회 축제는 1962년 열렸으며, 1970년까지 쭉 이어지다, 1972년에 한 번 하고 8년간의 공백이 생겼다. 이후 1980년에 부활하여 1985년에 마지막 공연을 가졌다.

## 공연과 관객

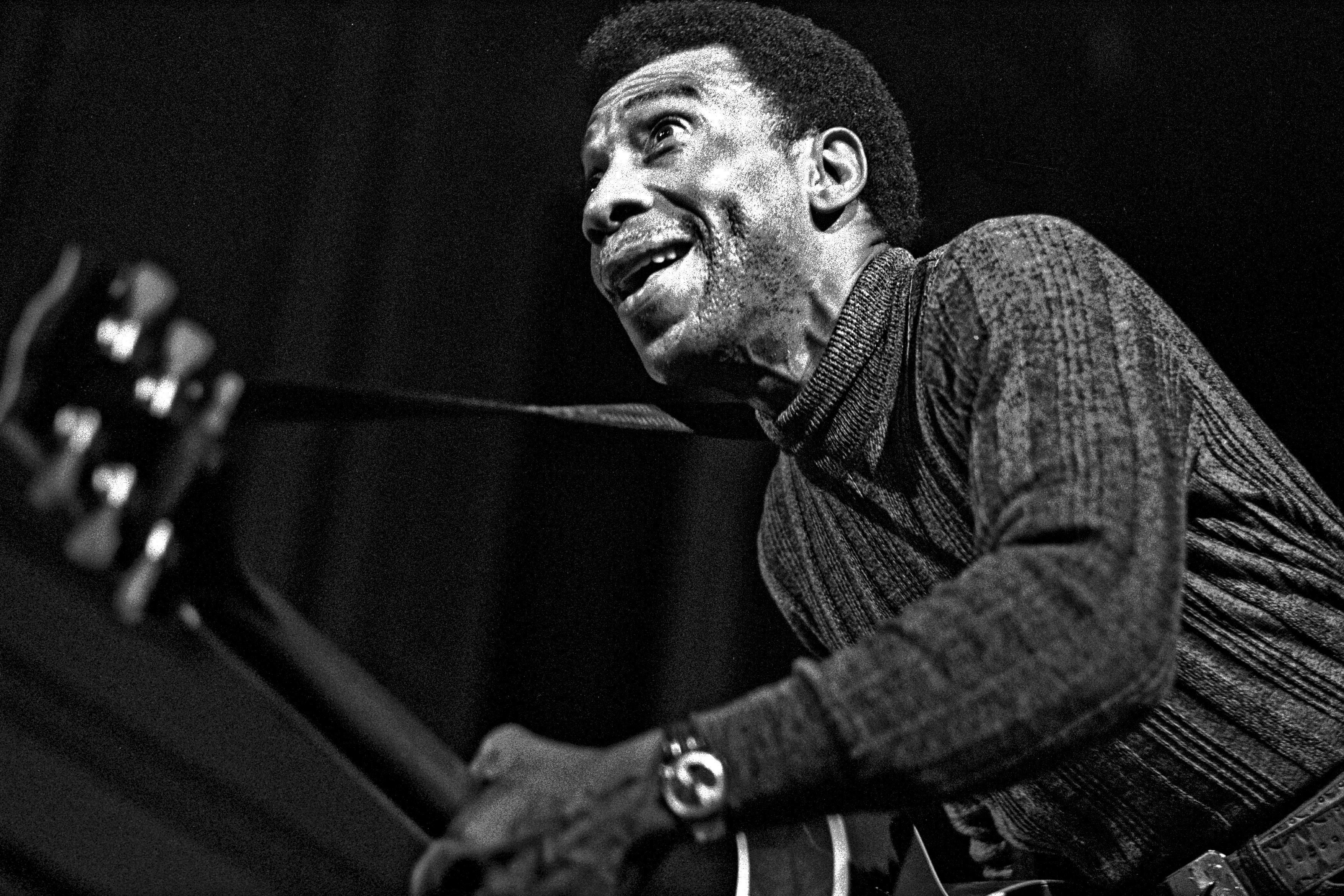
1972년 공연하는 T-본 워커

이 콘서트에는 머디 워터스, 하울링 울프, 윌리 딕슨, 소니 보이 윌리엄슨 등 1960년대 대표적인 블루스 아티스트들이 참여하였으며, T-본 워커는 피아니스트 멤피스 슬림의 피아노 연주를 돕기 위해 참여했으며, 오티스 러시와 주니어 웰스, 소니 보이 윌리엄슨과 함께 연주하는 등 독특한 조합으로 연주하는 것도 있었다. 축제의 DVD에는 리틀 월터가 유일하게 나타난 영상과 하모니카를 연주하는 존 리 후커의 모습 등 희귀한 영상과 소리가 담겨있다.
영국에서 열린 1회 1962년 맨체스터 축제에는 믹 재거, 키스 리처즈, 브라이언 존스, 지미 페이지 등이 공연을 관람하였다. 또한 런던에서 열린 페스티벌에서는 에릭 버든, 에릭 클랩튼, 스티브 윈우드 등 영향력 있는 음악가들도 포함되어 있다. 이들은 이후 브리티시 인베이전을 이끌어갈 초기 음악가들이었다.
소니 보이 윌리엄슨이 1963년 페스티벌과 함께 런던을 방문한 것은 이후 야드버즈와 함께 라이브 음반을 발매하고, 애니멀스와 함께 녹음하는 등 유럽에서 1년을 보내게 하는 계기가 되기도 하였다.

### Blues and Gospel Train
1964년 5월 7일, 그라나다 TV는 머디 워터스, 소니 테리와 브라우니 맥기, 시스터 로제타 사프, 레브. 게리 데이비스, 커진 조와 오티스 스팬 등이 출연하는 존 햄프 감독의 프로그램인 Blues and Gospel Train을 방송하였다. 촬영을 위해 그라나다는 버려진 기차역을 "콜튼빌"로 개조하여 미국 남부 스타일의 기차역으로 추정할 수 있도록 꾸몄다. 약 200여 명의 팬들이 기차를 타고 공연자들 맞은편 플랫폼으로 모여들었다. 하지만 이 공연은 폭풍우로 중단되었고, 사프는 복음가인 "Didn't It Rain"을 공연하였다.

## 공연자
American Folk Blues Festival에는 머디 워터스, 소니 보이 윌리엄슨, 존 리 후커, 시피 월러스. T-본 워커, 소니 테리 & 브라우니 맥기, 멤피스 슬림, 오티스 러시, 로니 잭슨, 에디 보이드, 빅 월터 호튼, 주니어 웰스, 빅 조 윌리엄스, 미시시피 프레드 맥도웰, 윌리 딕슨, 오티스 스팬, 빅 마마 손튼, 버카 화이트, 지미 리드, 하울링 울프 (서니랜드 슬림, 휴버트 섬린, 윌리 딕슨과 드러머 클리프튼 제임스와 함께), 챔피언 잭 듀프리, 손 하우스, 스킵 제임스, 슬리피 존 에스테스, 리틀 브라더 몽고메리, 빅토리아 스파이버리, J. B. 르누아르, 리틀 월터, 캐리 벨, 루이지애나 레드, 라이틴 홉킨스, 조 터너, 버디 가이, 매직 샘, 리 잭슨, 맷 기타 머피, 루즈벨트 스카이스, 닥터 로스, 코코 테일러, 하운드 도그 테일러, 아치 에드워즈, 헬렌 흄스와 슈가 파이 드샌토 등이 공연하였다.

## 디스코그래피
공식
- American Folk Blues Festival, 1962–1968
- The Lost Blues Tapes (1993)
- Blue Giants
- American Folk Blues Festival 1970

DVD
- The American Folk Blues Festival 1962-1966, Vols 1-3 (흑백)
- American Folk-Blues Festival: The British Tours 1963-1966

부틀렉
- Muddy Waters - Hoochie Coochie Man

## 문헌
- Ulrich Adelt (2007). 〈Germany Get the Blues: Negotiations of Race and Nation at the American Folk Blues Festival〉. 《Black, White and Blue: Racial Politics of Blues Music in the 1960s (PhD Thesis)》. The University of Iowa, American Studies / ProQuest. 130ff쪽. ISBN 978-0-549-34196-3.
- The First Time We Met The Blues, David Williams, Music Mentor Books, ISBN 978-0-9547068-1-4